# 이찬 칼라
이찬 칼라(페르시아어: ایچان قلعه, Itchan Kala)는 우즈베키스탄 히바 시 내에 있는 성 안의 마을 중 하나이다. 1990년 이후 이 지역은 유네스코 세계 문화 유산에 등재되었다.
구시가지는 18~19세기에 건설된 50개 이상의 역사적 건축물과 250개의 고택이 위치해 있다. 예를 들어, 둠마 모스크(Djuma Mosque) 같은 경우에는 10세기 건축되었고 유명한 다주식 홀은 112개의 기둥으로 고대와 그대로지만 1788~1789년에 재건되었다. 또한, 코흐나 아로크는 18세기 건설되고 19세기 재건된 왕궁으로 전통적으로 히바 칸국의 칸들이 살았던 곳이다.
이찬 칼라에서 가장 멋진 구조물은 벽돌로 만든 벽과 직사각형 형태의 첨탑으로 이루어진 요새이다. 이 요새의 기초는 10세기 정도에 만들어진 것으로 추측되지만, 현재 10m 높이의 벽은 주로 17세기 후반에 건립되고 나중에 복원되었다.

## 갤러리

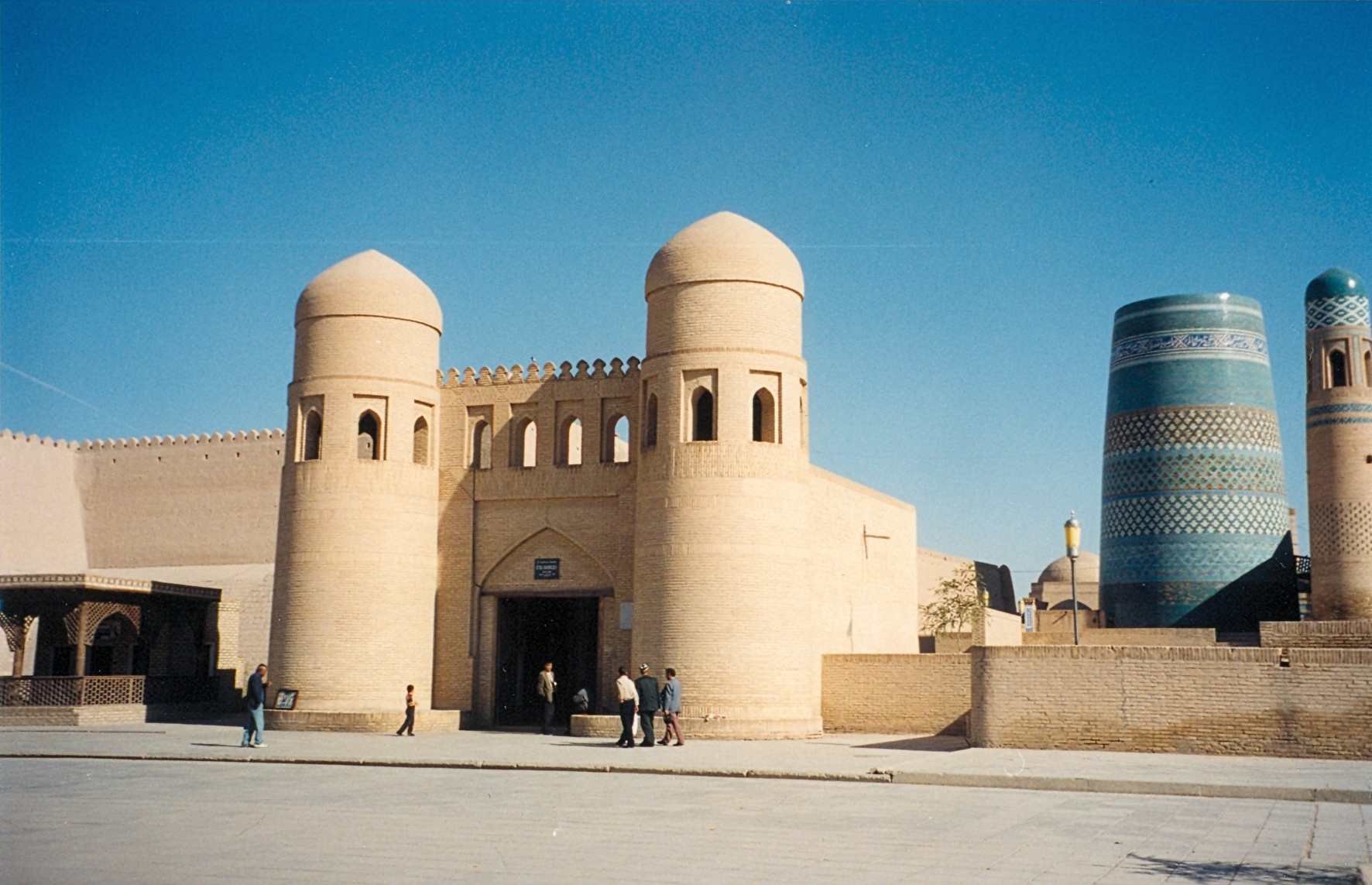
서부 성문
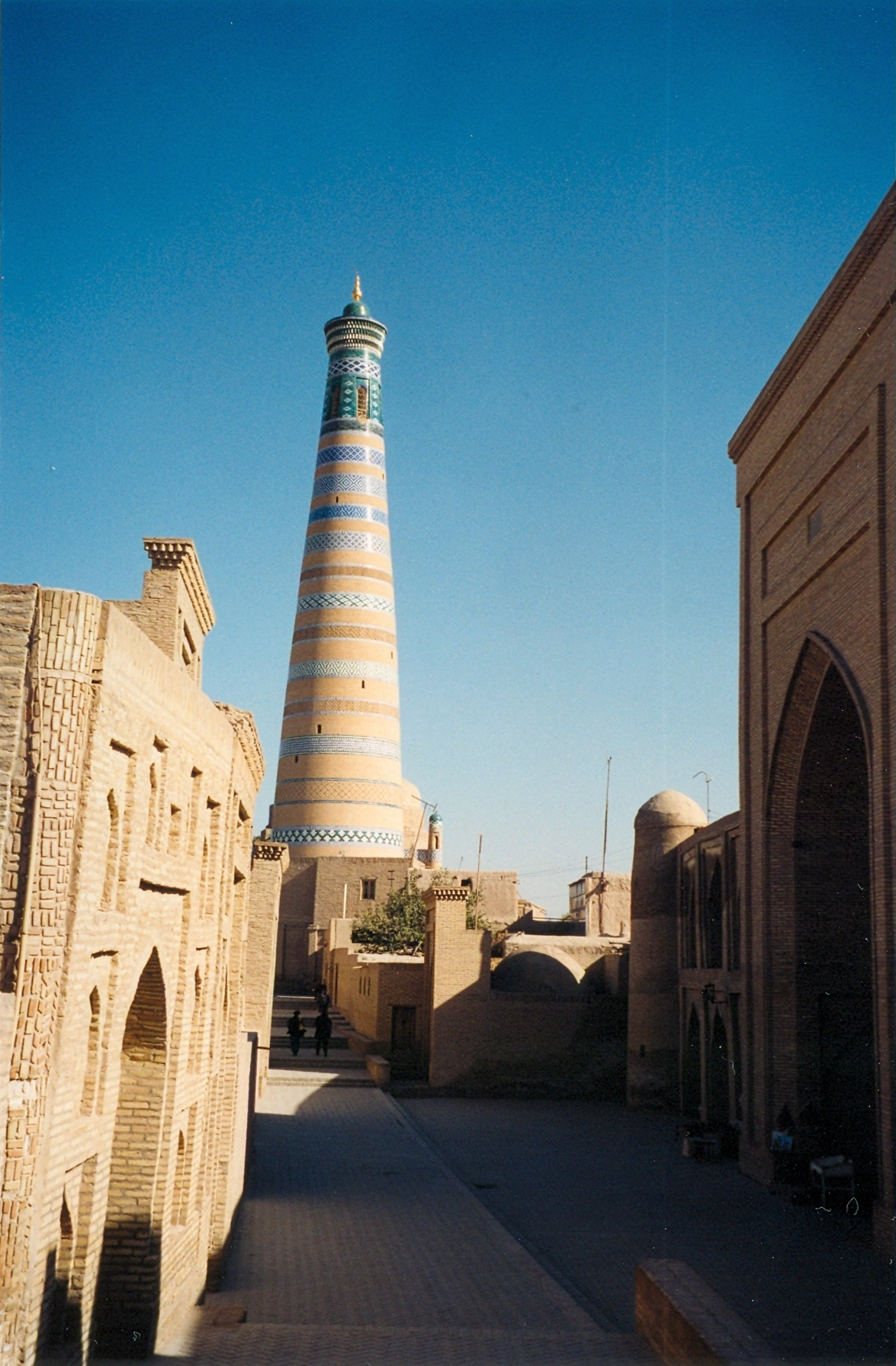
구시가지 거리
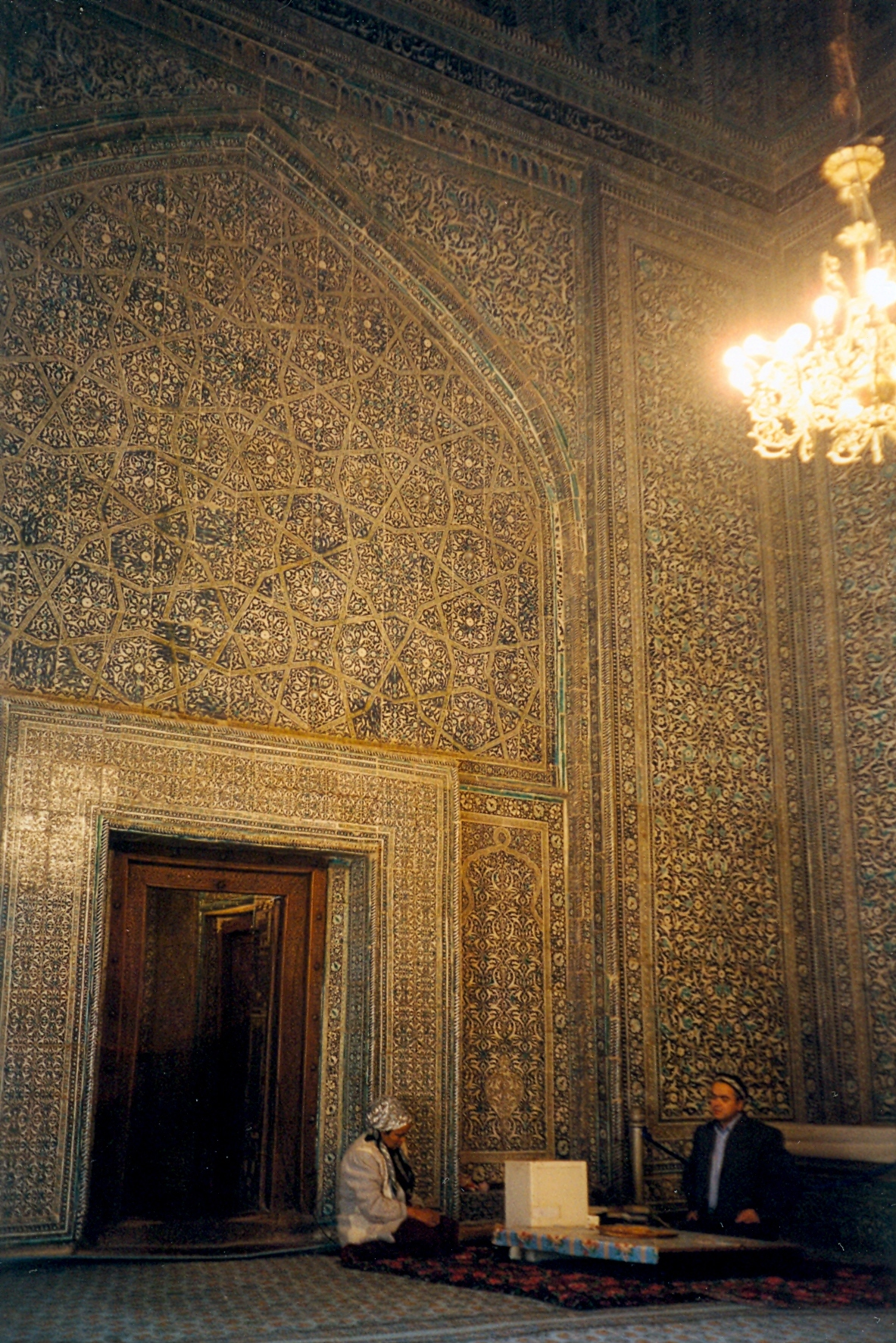
사이드 알라딘 무덤의 내부